# Osvětový ústav
Osvětový ústav byl organizací, jejímž cílem byla podpora rozvoje kultury a tvůrčích aktivit občanů ve všech regionech, se zvláštním zřetelem k neprofesionálním uměleckým aktivitám.
Předchůdcem osvětového ústavu byl Svaz osvětový (1906–1925) založený z podnětu Národní rady české. Roku 1925 byl transformován na Masarykův lidovýchovný ústav Svazu osvětového v Praze (1925–1938) pracující se státní podporou.
V 50. letech 20. stol. byla organizace přeměněna na Výzkumný osvětový ústav (1952–1957, se sídlem Blanická 4, Praha 12), poté na Osvětový ústav v Praze (OÚ, 1957–1971), v 70. letech na Ústav pro kulturně výchovnou činnost (ÚKVČ, 1971–1990).
Roku 1991 byl ústav transformován na Informační a poradenské středisko pro místní kulturu (IPOS) a roku 2004 přejmenována na Národní informační a poradenské středisko pro kulturu (NIPOS).